# 977 Philippa
977 Philippa este un asteroid din centura principală, descoperit pe 6 aprilie 1922, de Veniamin Jehovski.